# Gardssundfjorden
Gardssundfjorden er en fjord i Finnøy og Hjelmeland kommuner i Rogaland fylke i Norge. Den går mellem øerne Ombo mod nord og Randøy mod syd. Fjorden strækker sig omtrent 10 kilometer fra Finnøyfjorden i vest til Hjelmelandsfjorden i øst, men hører til samme fjordsystem som går videre mod øst i Jøsenfjorden. Den totale længde fra indløbet i vest til bunden af Jøsenfjorden er 32 kilometer. Det vestlige indløb ligger mellem Halsnes på Halsnøya i syd og Eidsneset på Ombo i nord, mens fjorden i øst ender mellem Øyeneset på Randøy og Skibaviga på Ombo.